# 13 Regiment Pieszy Ordynacji Ostrogskiej

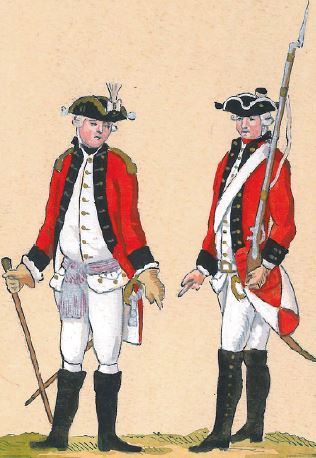
Żołnierze regimentu Ordynacji Ostrogskiej w 1775

13 Regiment Pieszy Ordynacji Ostrogskiej – oddział piechoty armii koronnej wojska I Rzeczypospolitej.

## Formowanie i zmiany organizacyjne
W 1609 książę Janusz Ostrogski utworzył na Wołyniu ordynację, której obowiązkiem było utrzymanie na potrzeby Rzeczypospolitej kilkuset żołnierzy. Dopiero w 1775 regiment został reerygowany, a w 1776 wszedł do etatu wojska i na utrzymanie państwa, zachowując tradycyjną nazwę Regimentu Ostrogskiego.
Sejm roku 1776 ułożył nowy etat wojska, zmieniając znacznie jego strukturę. Regiment miał liczyć 6 kompanii. W 1778 roku liczył 320 głów. W 1786 roku  liczył etatowo 437 żołnierzy. Wchodził w skład Dywizji Ukraińsko-Podolskiej.
W 1786 roku wprowadzono numeracje regimentów piechoty od 1 do 14. Regiment gwardii pozostał bez numeru.
Regiment pieszy Ordynacji Ostrogskiej uzyskał numer 13.
Reformy Sejmu Wielkiego zwiększyły stany polskiej piechoty w poszczególnych regimentach. Etaty z października 1789 i maja 1792 roku zakładały istnienie regimentu składającego się z dwunastu kompanii uszykowanych w trzy bataliony, w tym jeden grenadierski i dwa fizylierskie. W praktyce nigdy takiej organizacji nie osiągnięto. Jedynie w 1790 rozbudowano regiment o dwie kompanie. W przededniu wojna w obronie Konstytucji 3 maja 13 regiment piechoty im. Ordynacji Ostrogskiej szefostwa Michała Lubomirskiego liczył 1437 żołnierzy.
Liczebność regimentu w 1792 roku wynosiła 1324 osoby, w maju 1794 roku 1000 żołnierzy, a we wrześniu 947.
Decyzją  Ministra Obrony Narodowej nr 49/MON z 23 lipca 1993 13 pułk zmechanizowany z Kożuchowa przyjął tradycje bojowe 13 regimentu pieszego Ordynacji Ostrogskiej 1776–1794.

### Regiment w powstaniu kościuszkowskim
W kwietniu 1994 regiment liczył 1000 żołnierzy.
W maju regiment przyjął tylko 14 rekrutów, a w czerwcu doszło 254 i w obu batalionach liniowych było już 1006 głów. Pod Szczekocinami regiment stracił 204 ludzi. We wrześniu 13 regiment  w sile 600 ludzi ruszył z gen. mjr. Dąbrowskim do Wielkopolski. Na uzbrojeniu regiment posiadał 824 karabiny.
Żołnierze regimentu
W czasie powstania regimentem dowodził płk Stefan Granowski. Podpułkownikiem był Tomasz Burzyński,  pierwszym majorem Jan Zawadzki, a drugim majorem  Florian Żółkowski. Po awansie Granowskiego na generała major, pułkownikiem został Burzyński, podpułkownikiem zaś Żółkowski, a po nim Mchowski. 24 kwietnia majorami zostali dotychczasowi kapitanowie: pierwszym – Prokop Mchowski, drugim – Józef Szwejkowski. Po awansie Mchowskiego na podpułkownika majorem został dotychczasowy kapitan Paweł Hatowski. Ponadto w szeregach regimentu walczyli między innymi  adiutant regimentu – por. Ksawery Popiel i audytor – Reynold.

## Barwy regimentu
- po 1776: wyłogi czarne, guziki złote[16]

W roku 1789  zmieniono poważnie krój i kolor mundurów piechoty. Składał on się z kurtki zimowej koloru granatowego z wyłogami czarnymi, naramiennikami złotymi, lejbika białego ze stojącym kołnierzem, w lecie koletu sukiennego w kolorze białym z wykładkami podobnymi do wyłogów, zapinanego na guziki żółte od dołu do góry, długich białych spodni wkładanych do butów kroju węgierskiego, wysokich do kolan i wyciętych z tyłu, a wreszcie z kołpaka okrągłego filcowego, wysokiego na około 30 cm, z sukiennym wierzchem pąsowym, daszkiem i blachą mosiężną z orłem. Żołnierze nosili poza tym halsztuki i naramiennik z czarnej szmelcowanej blachy z nicianym kutasem, jako strój zaś koszarowy – kitle i furażerki. Mundury były o wiele wygodniejsze i pozwalały na większą swobodę ruchów. Strój oficerów różnił się barankowym czarnym obszyciem czapek i galonami. Roczny koszt umundurowania piechura (wraz z przymunderunkiem) wynosił 111 zł.
Oficer na służbie około 1785 roku: kapelusz czarny, kita czarna, galon złoty. Suknia czerwona, wyłogi czarne, podszewka biała, przybory złote, czaprak czerwony, frędzle złote.
Podczas insurekcji kościuszkowskiej: wyłogi różowe, guziki złote.

## Żołnierze pułku
Stanowisko szefa regimentu, związane z wielkimi poborami, było najczęściej uważane za synekurę. Szefowie posiadali prawo fortragowania (przedstawiania do awansu) oficerów. Regimentem dowodził zazwyczaj pułkownik. Etatowo do 1790 roku w sztabie służyło dziesięciu oficerów. Byli to: szef regimentu, pułkownik, podpułkownik, major, regimentskwatermistrz, adiutant, audytor i regimentsfelczer. Szefa i pułkownika w dowodzeniu kompaniami zastępowali kapitanowie sztabowi. W kompaniach do 1790 roku było dwóch kapitanów, sześciu poruczników i sześciu chorążych. Zatem w regimencie znajdowało się 24 oficerów wyłączając kapelana.

W lutym 1790 roku pojawił się trzeci kapitan z kompanią, w kwietniu 1790 roku z powrotem drugi major, trzeci kapitan sztabowy, drugi porucznik adiutant, siódmy i ósmy porucznik, siódmy i ósmy chorąży oraz ośmiu podporuczników. Podniosło to liczbę etatową oficerów do 40 osób.
Szefami regimentu byli między innymi: podskarbi wielki koronny Adam Poniński i od 1779 Michał Lubomirski. 
Szefowie regimentu:
- Kazimierz Granowski (wojewoda rawski 1766)[b],
- Lipski (1774)
- Adam Poniński (podskarbi kor. 1776–1779),
- książę Michał Lubomirski (5 kwietnia 1780–1794).

Pułkownicy:
- Andrzej Mokronowski (1758),
- książę Seweryn Lubomirski (do 1777),
- książę Michał Lubomirski (1777–1779),
- Roch Bogatko (maj 1780 do 29 maja 1782),
- Ludwik Trokin (29 maja 1782),
- Tomasz Buszyński (2 sierpnia 1792),
- płk Stefan Granowski (1794)
- płk Tomasz Burzyński

## Walki regimentu
13 regiment pieszy Ordynacji Ostrogskiej uczestniczył w 1792 w VII wojnie polsko-rosyjskiej toczonej w obronie Konstytucji 3 Maja. Stan osobowy: 1560 ludzi.
Bitwy i potyczki:
- bitwa pod Boruszkowcami (15 czerwca 1792),
- bitwa pod Zieleńcami (17 czerwca),
- Bereżce (18 lipca),
- bitwa pod Dubienką (18 lipca),
- bitwa pod Szczekocinami (6 czerwca 1794),
- oblężenie Warszawy, Witkowice (13 sierpnia),
- Rakowiec (17/18 sierpnia),
- Wawrzyszew (27 sierpnia),
- Powązki (28 sierpnia).

## Hierarchia regimentu
Przez większa część swojego istnienia regiment pieszy Ordynacji Ostrogskiej nosił numer 13. Tylko w 1790 używał numeru 14.
Schemat
- wojska Ordynacji Ostrogskiej (1609-1775) → regiment pieszy Ordynacji Ostrogskiej (1775-1786) → regiment 13 pieszy Ordynacji Ostrogskiej (1986-1790) → regiment 14 pieszy Ordynacji Ostrogskiej (1790) → regiment 13 pieszy Ordynacji Ostrogskiej (1990-1795) ↘ rozbity w powstaniu kościuszkowskim